# Olga Abramova
Pour les articles homonymes, voir Abramova.
Olga Valerievna Abramova (en russe : Ольга Валерьевна Абрамова), née le 15 septembre 1988 à Barych, est une biathlète russe naturalisée ukrainienne.

## Carrière
En 2011, elle participe à ses premières courses en IBU Cup avec la Russie, montant sur le podium à Osrblie pour ses débuts. À l'été 2012, elle opte pour la nationalité ukrainienne. Elle débute en Coupe du monde en janvier 2014 et monte sur son premier podium un an plus tard en terminant troisième du relais de Antholz.
Elle se qualifie pour les Mondiaux 2015 à Kontiolahti, son premier grand championnat, se classant neuvième du sprint, puis dixième de la poursuite.
Au début de la saison 2015-2016, elle est même septième du sprint d'Östersund, qui reste son meilleur résultat dans la Coupe du monde.
En janvier 2016, elle est contrôlée positive au meldonium nouvellement interdit et est suspendue pour un an. Cette suspension est plus tard annulée par le TAS. Depuis, elle est moins présente dans la Coupe du monde.

## Vie privée
Olga Abramova entretient une relation amoureuse avec Timofey Lapshin.

## Statistiques de tir[3]
| saison    | statistiques de tir | sprint | mass start | individuel | poursuite | relais |
| --------- | ------------------- | ------ | ---------- | ---------- | --------- | ------ |
| 2014-2015 | 75,6 %              | 42/60  | 0/0        | 18/20      | 49/60     | 37/53  |
| 2013-2014 | 74 %                | 37/50  | 0/0        | 0/0        | 0/0       | 0/0    |

## Palmarès

### Championnats du monde
| Épreuve / Édition         | Individuel | Sprint | Poursuite | Départ en masse | Relais | Relais mixte |
| Mondiaux 2015 Kontiolahti | —          | 9e     | 10e       | 28e             | 6e     | —            |

Légende :
- : épreuve inexistante à cette date
- — : non disputée par Olga Abramova

### Coupe du monde
- Meilleur classement général : 35e en 2016.
- Meilleur résultat individuel : 7e.
- 3 podiums en relais : 3 troisièmes places.

#### Classements en Coupe du monde
| Saison    | Classement général final | Individuel | Sprint | Poursuite | Mass start |
| 2013-2014 | 100e                     |            | 89e    | -         |            |
| 2014-2015 | 40e                      | 63e        | 30e    | 32e       | 49e        |
| 2015-2016 | 35e                      | 36e        | 39e    | 35e       | 32e        |
| 2016-2017 | 100e                     |            | nc     | 82e       |            |
| 2017-2018 | nc                       |            | nc     |           |            |
| 2018-2019 | nc                       |            | nc     |           |            |

### IBU Cup
- 4 podiums, dont 1 victoire.

### Championnats du monde de biathlon d'été
- Médaille d'or du relais mixte en 2011 (avec la Russie ).
- Médaille d'or du sprint et la poursuite en 2015 (avec l'Ukraine ).